# Мунчхон
Мунчхон (кор. 문천시) — північнокорейське місто, розташоване в провінції Канвон. Місто розташоване на узбережжі Японського моря.

## Географія
Мунчхон розташовується на узбережжі затоки Йонхин Японського моря. Ландшафт переважно рівнинний, на південному заході невисокі гори.
Головна річка, що протікає територією міста — Намчхонган.
66% землі міста покрито лісами.

## Економіка
На території Мунчхона розташовані родовища цинку, золота, срібла, вапняку, доломіту, граніту і глини. Проводиться видобуток антрацита. Розвинено рибальство, вирощування фруктів і тваринництво. Зерно — головний сільськогосподарський продукт.